# Hurricane Jane
Hurricane Jane is een nummer van de Amerikaanse indierockband Black Kids uit 2008. Het is de tweede single van hun debuutalbum Partie Traumatic.
"Hurricane Jane" gaat over een jongen die indruk wil maken op een meisje dat hij ziet in de club, maar zij wijst hem af. Het nummer viel buiten de hitlijsten in Amerika. In het Verenigd Koninkrijk werd de plaat daarentegen, als opvolger van de hit I'm Not Gonna Teach Your Boyfriend How to Dance with You, wel een bescheiden succes met een 36e positie. Hiermee werd het succes van de voorganger echter niet geëvenaard. Buiten het Verenigd Koninkrijk bereikte het nummer de hitparades niet.

## Tracklijst
7"-single (wit vinyl)
1. "Hurricane Jane"
2. "Power in the Blood"

7"-single (oranje vinyl)
1. "Hurricane Jane"
2. "You Only Call Me When You're Crying"

Cd-single
1. "Hurricane Jane"
2. "Hurricane Jane (The Cansecos Remix)"